# Шербур-ан-Котантен-2 (кантон)
Шербур-ан-Котантен-2 (фр. Cherbourg-en-Cotentin-2) (до 5 марта 2020 года назывался Шербур-Октевиль-2, фр. Cherbourg-Octeville-2) — кантон во Франции, находится в регионе Нормандия, департамент Манш. Входит в состав округа Шербур.

## История
Кантон образован в результате реформы 2015 года. В его состав вошли южные и восточные кварталы города Шербур-Октевиль и коммуна Ла-Гласери.
С 1 января 2016 года коммуны Шербур-Октевиль и Ла-Гласери вместе с тремя другими коммунами образовали новую коммуну Шербур-ан-Котантен.
2 марта 2020 года указом № 2020-212 кантон переименован в Шербур-ан-Котантен-3. .

## Состав кантона с 1 января 2016 года
В состав кантона входят южные и восточные кварталы города Шербур-ан-Котантен, в том числе ассоциированная коммуна Ла-Гласери.

## Политика
С 2021 года кантон в Совете департамента Манш представляют члены совета города Шербур-ан-Котантен Карин Дюваль (Karine Duval) (Социалистическая партия) и бывший вице-мэр коммуны Ла-Гласери Тьерри Летузе (Thierry Letouzé) (Разные левые).
|                | Кандидаты                        | Партия                   | Первый тур | Первый тур     | Второй тур | Второй тур |
| Кол-во голосов | Кандидаты                        | Партия                   | % голосов  | Кол-во голосов | % голосов  |            |
| -------------- | -------------------------------- | ------------------------ | ---------- | -------------- | ---------- | ---------- |
|                | Карин Дюваль Тьерри Летузе       | Разные левые             | 1 243      | 54,26          | 1 435      | 62,01      |
|                | Лоранс Боэк Стефан Понто         | Разные центристы         | 612        | 26,71          | 879        | 37,99      |
|                | Люк Ганьер Амелия Рибейро-Сильва | Национальное объединение | 436        | 19,03          |            |            |

|                | Кандидаты                     | Партия                  | Первый тур | Первый тур     | Второй тур | Второй тур |
| Кол-во голосов | Кандидаты                     | Партия                  | % голосов  | Кол-во голосов | % голосов  |            |
| -------------- | ----------------------------- | ----------------------- | ---------- | -------------- | ---------- | ---------- |
|                | Карин Дюваль Себастьян Фаньен | Социалистическая партия | 1 641      | 38,75          | 2 186      | 57,18      |
|                | Фабьян Леба Фабрис Юэ         | Правый блок             | 1 116      | 26,35          | 1 637      | 42,82      |
|                | Элен Лелер Себастьян Ноали    | Национальный фронт      | 1 039      | 24,53          |            |            |
|                | Ральф Лежамтель Моник Тексье  | Левый фронт             | 439        | 10,37          |            |            |